# Championnat du Botswana de football 2017-2018
Navigation
Saison précédente Saison suivante
La saison 2017-2018 du Championnat du Botswana de football est la cinquante-troisième édition du championnat de première division au Botswana. Les seize meilleures équipes du pays sont regroupées au sein d’une poule unique où ils s’affrontent deux fois au cours de la saison, à domicile et à l’extérieur. En fin de saison, les trois derniers du classement sont relégués et remplacés par les trois meilleurs clubs de deuxième division.
C'est le double tenant du titre, le club de Township Rollers, qui est à nouveau sacré cette saison après avoir terminé en tête du classement final, avec quatre points d'avance sur Jwaneng Galaxy FC et quatorze sur Orapa United. Il s’agit du quinzième titre de champion du Botswana de l’histoire du club.

## Qualifications continentales
Le champion du Botswana se qualifie pour la Ligue des champions de la CAF 2018-2019 tandis que le vainqueur de la Mascom Top 8 obtient son billet pour la Coupe de la confédération 2018-2019.

## Les clubs participants
- Township Rollers
- Police XI
- Mochudi Centre Chiefs
- Orapa United
- Black Forest FC
- Jwaneng Galaxy FC
- Botswana Defence Force XI
- Security Systems FC
- Miscellanous FC
- Sharps Shooting Stars FC - Promu de D2
- Sankoyo Bush Bucks FC
- Gilport Lions
- LCS Extension Gunners
- Gaborone United
- TAFIC Football Club - Promu de D2
- União Flamengo Santos - Promu de D2

## Compétition
Le barème utilisé pour établir le classement est le suivant :
- Victoire : 3 points
- Match nul : 1 point
- Défaite : 0 point

### Classement
| Rang | Équipe                    | Pts | J  | G  | N  | P  | Bp | Bc | Diff |
| ---- | ------------------------- | --- | -- | -- | -- | -- | -- | -- | ---- |
| 1    | Township RollersT C       | 66  | 30 | 20 | 6  | 4  | 57 | 31 | +26  |
| 2    | Jwaneng Galaxy FC         | 62  | 30 | 18 | 8  | 4  | 54 | 22 | +32  |
| 3    | Orapa United              | 52  | 30 | 14 | 10 | 6  | 44 | 27 | +17  |
| 4    | Miscellanous FC           | 48  | 30 | 13 | 9  | 8  | 46 | 37 | +9   |
| 5    | Gaborone United           | 48  | 30 | 13 | 9  | 8  | 46 | 37 | +9   |
| 6    | Botswana Defence Force XI | 42  | 30 | 10 | 12 | 8  | 40 | 29 | +11  |
| 7    | Sharps Shooting Stars FCP | 42  | 30 | 10 | 12 | 8  | 43 | 41 | +2   |
| 8    | Black Forest FC           | 41  | 30 | 10 | 11 | 9  | 28 | 28 | 0    |
| 9    | Mochudi Centre Chiefs     | 38  | 30 | 9  | 11 | 10 | 33 | 41 | -8   |
| 10   | LCS Extension Gunners     | 37  | 30 | 9  | 10 | 11 | 34 | 33 | +1   |
| 11   | Sankoyo Bush Bucks FC     | 35  | 30 | 9  | 8  | 13 | 31 | 36 | -5   |
| 12   | Security Systems FC       | 35  | 30 | 9  | 8  | 13 | 26 | 36 | -10  |
| 13   | Police XI                 | 35  | 30 | 8  | 11 | 11 | 39 | 50 | -11  |
| 14   | TAFIC Football ClubP      | 34  | 30 | 9  | 7  | 14 | 25 | 36 | -11  |
| 15   | União Flamengo SantosP    | 23  | 30 | 5  | 8  | 17 | 25 | 43 | -18  |
| 16   | Gilport Lions FC          | 11  | 30 | 2  | 5  | 23 | 21 | 69 | -48  |

|  | Qualification pour la Ligue des champions de la CAF 2018-2019            |
|  | Qualification pour la Coupe de la confédération 2018-2019                |
|  | Relégation directe en deuxième division                                  |
|  | T : Tenant du titre C ; Vainqueur de la TASCOM Top 8 Cup P : Promu de D2 |

## Bilan de la saison
| Championnat du Botswana de football 2017-2018 |                              |
| Champion                                      | Township Rollers (15e titre) |
| Coupes et trophées                            |                              |
| Vainqueur de la TASCOM Top 8 Cup              | Township Rollers             |
| Qualifications continentales                  |                              |
| Ligue des champions de la CAF 2018-2019       | Township Rollers             |
| Coupe de la confédération 2018-2019           | Orapa United                 |
| Promotions et relégations                     |                              |
| Promus en Premier League                      | BR Highlanders               |
| Promus en Premier League                      | Notwane Football Club        |
| Promus en Premier League                      | Prisons XI                   |
| Relégués en Second Division                   | Gilport Lions FC             |
| Relégués en Second Division                   | TAFIC Football Club          |
| Relégués en Second Division                   | União Flamengo Santos        |